# Trump Turnberry
Trump Turnberry, eller Trump Turnberry, A Luxury Collection Resort, är en fastighet vid kusten i South Ayrshire i sydvästra Skottland i Storbritannien som sedan april 2014 ägs av Donald Trump, köpt för 60 miljoner dollar.
Trump Organization bedriver hotell, spa och golfklubb i byggnaden. På fastigheten finns golfbanorna Ailsa Course, Kintyre Course och Arran Course.